# Gaillon (Parigi)
Gaillon è il 5º quartiere amministrativo di Parigi, situato nel II arrondissement.

## Demografia
Evoluzione della popolazione del quartiere:
| Anno (del censimento) | Popolazione | Densità (ab. per km²) | Crescita dall'ultimo censimento |
| --------------------- | ----------- | --------------------- | ------------------------------- |
| 1860                  | 13 351      |                       |                                 |
| 1954                  | 3 581       |                       |                                 |
| 1962                  | 3 312       |                       |                                 |
| 1968                  | 2 930       |                       |                                 |
| 1975                  | 2 090       |                       |                                 |
| 1982                  | 1 480       |                       |                                 |
| 1990                  | 1 405       |                       | -5,1 %                          |
| 1999                  | 1 345       |                       | -4,3 %                          |